# Famiglia rosa
La famiglia rosa detta anche fencai o ruan cai ("colori morbidi"), e successivamente yang cai (cinese: 洋彩, "colori stranieri") è un tipo di porcellana cinese apparsa nel regno di Kangxi (1654-1722) per la prima volta verso il 1730.
In questa porcellane è preponderante il colore rosa, ottenuto da uno smalto ricavato dalla Porpora di Cassio, un cloruro d'oro importato dall'Europa reso opaco con l'aggiunta di ossido di stagno. Secondo alcune fonti la Porpora di Cassio venne introdotta in Cina dal gesuita italiano Giuseppe Castiglione. La maggior parte degli smalti utilizzati è opaca o semi-opaca e non cola quando viene fusa. Altri colori importanti di questa tavolozza sono il giallo opaco e il bianco opaco. Per ottenere gli effetti desiderati, le ceramiche venivano cotte a 600 °C in bicottura.
I migliori prodotti in famiglia rosa vennero prodotti durante il regno di Yongzheng (1723-1735). In cinese uno dei termini per definire le produzioni con questa tavolozza è yangcai, che significa "colori stranieri": questo nome veniva utilizzato in particolare durante il regno di Qianlong (1735-1796). Durante il periodo Yongzheng questa tavolozza di colori era nota con il nome di guancai (colori morbidi). Fencai (colori di polvere o colori pallidi) è un termine del XIX secolo che è stato anche definito "famiglia rosa su sfondo bianco" mentre falangcai era diventato il nome per "famiglia rosa su sfondo colorato". Molto probabilmente falang è una storpiatura cinese del termine inglese foreign ("straniero") mentre cai significa "smalti".
Le famiglia rosa venivano prodotte tipicamente per l'esportazione. A differenza delle ceramiche della famiglia verde, che presentavano decori in stile cinese e si rifacevano alle stampe e ai dipinti dell'epoca Kangxi (1661-1722), le famiglie rosa avevano uno stile più floreale in ossequio alla moda Rococò appena sbocciata in Europa. Notevole fu anche la produzione di ceramiche araldiche: durante il XVIII secolo, anche se l'inizio di questa pratica si fa risalire al XVI secolo, furono ordinate molte ceramiche che riproducevano gli stemmi araldici delle famiglie europee committenti.